# Яремчук, Григорий Филимонович
Григорий Филимонович Яремчук (29 января 1915, село Белки Киевской губернии, теперь Попельнянского района Житомирской области — 13 июля 1982, город Киев) — советский государственный деятель, 2-й секретарь Киевского горкома КПУ, председатель Киевского промышленного облисполкома. Депутат Верховного Совета УССР 6-го созыва. Заместитель председателя Верховной Рады УССР в апреле 1963 — декабре 1964 г. Член Ревизионной Комиссии КПУ в 1956—1960 годах и в 1961—1966 г. Председатель Ревизионной Комиссии КПУ в 1961—1966 г.

## Биография
Трудовую деятельность начал в 1934 году электромонтером паровозоремонтного завода станции имени Шевченко Одесской железной дороги. В 1937—1945 г. — на комсомольской работе.
Член ВКП(б) с 1939 года.
В 1945—1948 г. — секретарь Кагановичского районного комитета КП(б)У города Киева по кадрам. В 1948—1954 г. — начальник Политического отдела Киевского отделения Юго-Западной железной дороги.
В 1954—1960 г. — 1-й секретарь Кагановичского (с 1957 — Московского) районного комитета КПУ города Киева.
В 1960 — январе 1963 г. — секретарь, 2-й секретарь Киевского городского комитета КПУ.
12 января 1963 — 1 декабря 1964 г. — председатель исполнительного комитета Киевской промышленной областного совета депутатов трудящихся.
В ноябре 1964 — 13 июля 1982 года — заместитель управляющего делами Совета Министров Украинской ССР.
Скончался 13 июля 1982 года, похоронен на Байковом кладбище Киева.

## Награды
- три ордена Трудового Красного Знамени
- орден Знак Почета (23.01.1948)
- грамота Президиума Верховного Совета Украинской ССР (28.01.1975)
- медали